# Авеноль, Жозеф Луи Анн
Жозе́ф Луи́ Анн Авено́ль (фр. Joseph Louis Anne Avenol; 9 июня 1879, Мелль, департамент Дё-Севр, Третья французская республика — 2 сентября 1952, Дюлье, кантон Во, Швейцария) — французский дипломат, второй Генеральный секретарь Лиги Наций (3 июля 1933 — 31 августа 1940).
Авеноль был направлен в Лигу Наций французским министерством финансов в 1922 году, где стал ведать вопросами расходования финансовых средств организации. В 1923 году был назначен заместителем Генерального секретаря Лиги Наций. В 1933 году, когда Эрик Драммонд ушёл в отставку, Авеноль был избран Генеральным секретарём Лиги Наций (его предшественник был англичанином, и Франция настояла, чтобы на этот раз пост генсека занял француз). На посту генсека Авеноль проводил крайне реакционную политику умиротворения агрессоров и был непримиримым врагом СССР.
Авеноль возглавил Лигу Наций вскоре после того, как Япония вышла из неё. Затем Германия также покинула Лигу. После этих событий Авеноль принимал различные меры для предотвращения критики этих стран, с тем, чтобы «заманить» их обратно в Лигу. Когда Италия вторглась в Эфиопию в 1935 году, главной заботой Авеноля стало сохранение Италии в организации, а не защита Эфиопии.
Когда немцы вошли в Париж в июне 1940 года, Авеноль сказал своему греческому помощнику Танассису Агнидесу:
Мы должны работать рука об руку с Гитлером, чтобы добиться единства Европы и победить Англию.
 Он написал маршалу Петену письмо, где заверил того в своей лояльности по отношению к правительству Виши.
В то же время он уволил большинство сотрудников Лиги Наций, включая всех британских сотрудников. 31 августа 1940 года Авеноль покинул Лигу Наций и уехал из Женевы. Во Франции он предложил свои услуги правительству Виши, но они не были приняты, и в 1943 году, чтобы избежать ареста немцами, он был вынужден бежать обратно в Швейцарию. Умер Авеноль в швейцарском кантоне Во в 1952 году, в возрасте 73 лет.